# 北里站
北里站（日语：／）是日本国有铁道宫原线的废弃车站，曾位于熊本县阿苏郡小国町大字北里。
该站附近因是北里柴三郎的出生地而广为人知。
随着宫原线的废止，北里站于1984年12月1日关闭 。

## 历史
- 1954年3月15日- 因宫原线宝泉寺站至肥后小国站之间的延伸段开始运营而设立 ，為一般站[1] 。
- 1961年12月10日- 取消货物和行李业务[1] 。无人站化。
- 1984年12月1日- 由于宫原线停止营业，北里站停止使用[1] 。

## 车站结构
废止时为单站台单轨的无人站台。

## 附近车站
日本国有铁道
宫原线
麻生钓站 -北里站-肥后小国站